# Juan de Sagarvinaga
Juan de Sagarvinaga, ou  Sagarbinaga, est un architecte espagnol du XVIIIe siècle, né à Busturia (Biscaye) en décembre 1710, et mort à Salamanque le 18 décembre 1797.

## Biographie
Dès son jeune âge, il s'est consacré à l'architecture avec un oncle. A vingt-trois ans, il s'est rendu à Madrid où il a travaillé sur le chantier du Palais royal de Madrid, alors en construction, et dans celui de Aranjuez.
Sur le chemin de retour vers son pays natal, il s'est arrêté à Burgos et a commencé à exercer seul sa profession. En 1735, il travaille comme représentant de Domingo de Ondátegui sur la tour de l'église paroissiale de Sotillo de la Ribera. En 1740 il habite à Burgo de Osma. Il a entre autres travaillé sur la tour, la façade et la sacristie de la cathédrale d'El Burgo de Osma avec  Domingo de Ondategui et travaille sur des édifices situés à proximité. 
Son imlication est telle que le chapitre de la cathédrale lui a confié la direction du chantier de réparation de son ancienne et riche façade gothique, en réalisant de nouvelles flèches, en intervenant sur la chavec apelle sainte Thècle et la construction d'autres églises et ponts du diocèse. En 1749, il travaille sur la tour de l'église paroissiale de La Asunción de Melgar de Fernamental (Burgos). En 1753, il signe le contrat pour construire trois nouvelles chapelles du couvent des clarisses de Castrojeriz. Il est encore cité comme habitant à Castrojeriz en 1756 mais il est déjà présent à Salamanque.
À partir de 1754, après la mort de Domingo de Ondátegui, il a été en relation avec Antonio de San José Pontones ou padre Pontones, architecte et frère hiéronymite connu avant son entrée dans l'ordre en 1744 sous le nom de Pedro Antonio de Pontones Lomba. Ils ont travaillé ensemble, le père Pontones comme concepteur et Juan de Sagarvinaga chargé de l'exécution. Leur première collaboration en 1754 se fait sur le Colegio de Santa Cruz de Valladolid, puis sur grand pont d'Alba de Tormes en 1757, sur la coupole de la nouvelle cathédrale de Salamanque (1757-1759), sur la réparation du pont romain de Salamanque et le pont del Zurgén en 1760, ainsi que sur d'autres ponts à Lenga de Duero, de Quemada et Encinas de Esgueva (1763).

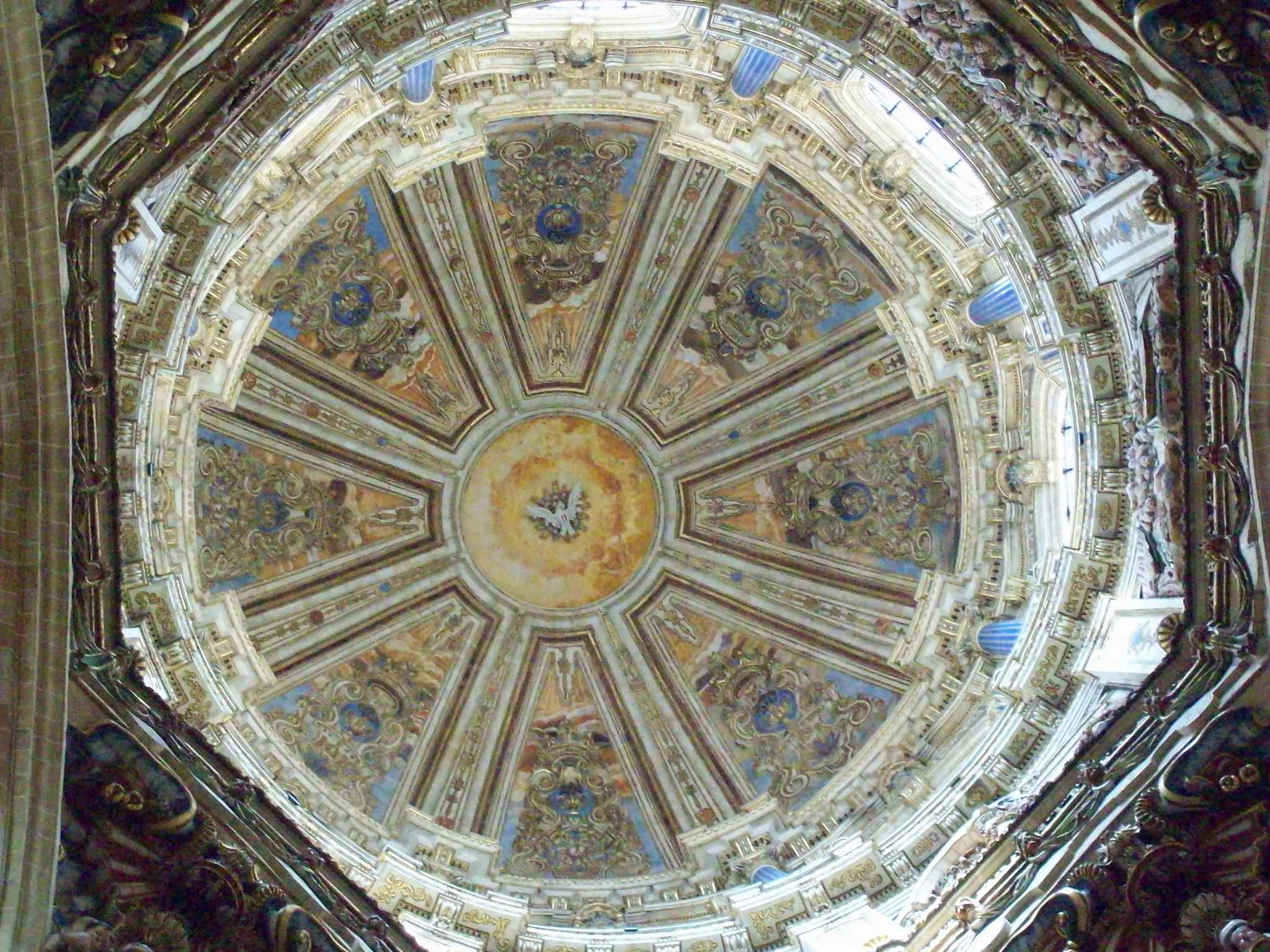
Coupole de la croisée du transept
Nouvelle cathédrale de Salamanque

À Salamanque, il est nommé maître d'œuvre de la nouvelle cathédrale où il a construit la sacristie des prébendiers. Après le Séisme de 1755 à Lisbonne qui a provoqué de nombreux dommages dans la cathédrale, il intervient sur la reconstruction de la coupole et de tour (cimborrio) de la croisée du transept en 1765. Il donne, avec d'autres maîtres son avis, sur le travail à faire sur le clocher ou Torre de las Campanias, se trouvant à la jonction des deux cathédrales de Salamanque endommagé gravement pendant le séisme. Ils ont proposé de reconstruire la tour. Finalement le chapitre a choisi de demander en 1767 à un architecte français, Baltasar Dreveton, un projet de renforcement de la tour qui a été accepté et il en a confié la réalisation des travaux à Jerónimo García de Quiñones et Manuel de los Rios. Les travaux ont été exécutés entre le 15 février 1768 et le 14 janvier 1771.
Avec José de Hermosilla il a travaillé sur le nouvel édifice du Colegio Mayor de San Bartolomé autrefois connu sous le nom de Colegio Mayor de Anaya, il a réparé le Colegio Mayor de Santiago, el Zebedeo et a dessiné les retables en stuc de la chapelle du Colegio Mayor de San Salvador ou d'Oviedo, à Salamanque.
Il a réparé la tour et un des portails de la cathédrale de Ciudad Rodrigo, le séminaire, le monastère et le cloître des Prémontrés.
Il a construit des ponts et des routes à Salamanque, Ciudad Rodrigo, Zamora, Ávila, Calahorra et Benavente qui lui ont valu le titre d' Académico de Mérito de la Real Academia de San Fernando qui lui est donné le 7 juillet 1776 après l'examen des plans du cloître du couvent des Prémontrés de Ciudad de Rodrigo.
Il a introduit le style néoclassique qu'il avait connu quand il travaillé dans la proximité de la Cour mais ses œuvres montrent l'influence du style baroque tardif en vigueur à cette époque.
Il est le fils de Juan de Sagarvinaga et de María Cruz de Basturia. Il s'est marié avec Saturnina de la Horra dont il a eu cinq enfants. Son fils Juan Marcelino de Sagarvinaga, baptisé à Castrojeriz en 1753 a été architecte et nommé Académico de Mérito le 5 octobre 1788.